# Barrio Zaniza
Barrio Zaniza är en ort i Mexiko.   Den ligger i kommunen San Ildefonso Sola och delstaten Oaxaca, i den sydöstra delen av landet, 400 km sydost om huvudstaden Mexico City. Barrio Zaniza ligger 1 724 meter över havet och antalet invånare är 174.
Terrängen runt Barrio Zaniza är lite bergig. Runt Barrio Zaniza är det glesbefolkat, med 17 invånare per kvadratkilometer. Närmaste större samhälle är Ayoquezco de Aldama, 13,5 km nordost om Barrio Zaniza. I omgivningarna runt Barrio Zaniza växer huvudsakligen savannskog.